# Borgo (Arquata del Tronto)
Borgo (comunemente Borgo d'Arquata) è una frazione del comune di Arquata del Tronto in provincia di Ascoli Piceno.

Sorge vicinissimo all'abitato del capoluogo, ad una quota più bassa, lungo il tracciato della vecchia Salaria in direzione Ascoli.
È stato un antico centro dedicato al commercio ed ha seguito le vicissitudini storiche di Arquata rimanendo sempre assoggettato al suo dominio. Il paese è attraversato dal tracciato del Sentiero europeo E1 nel territorio di Arquata.

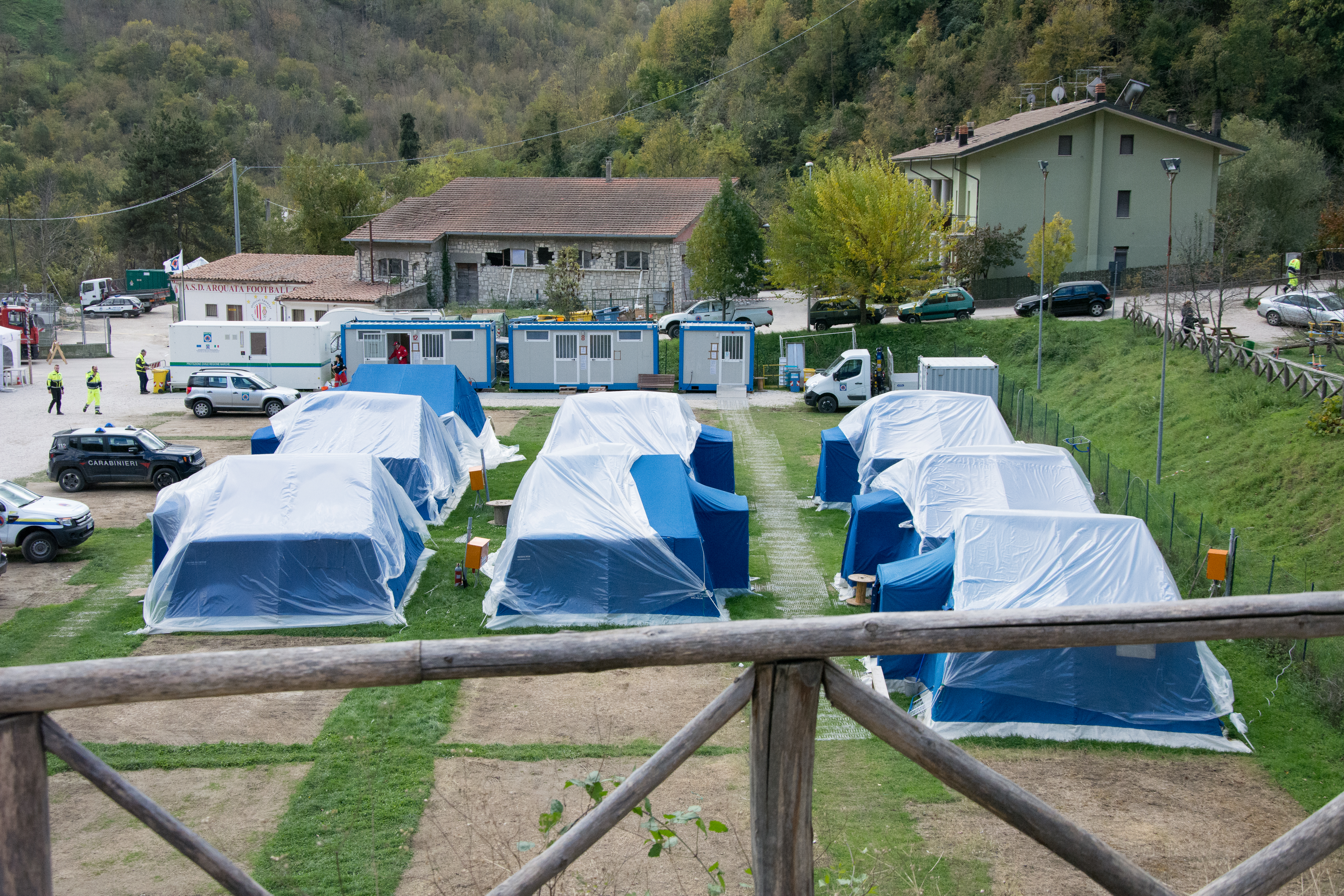
Il campo tendato, allestito nello spazio del campo sportivo, del paese di Borgo dopo il terremoto dell'agosto 2016

## Toponimo
Il suo toponimo deriva dal latino "borgus", inteso come piccolo insediamento urbano.

## Storia

### Cronologia storica essenziale
- 1831 - Nel testo dell'Indice di tutti i luoghi dello Stato Pontificio colla indicazione della rispettiva Legazione o Delegazione in che sono compresi nel Distretto Governo e Comune da cui dipendono le Diocesi alle quali sono essi soggetti e coll'epilogo in fine dei Distretti e Governi di ciascuna Legazione o Delegazione desunto dall'ultimo riparto territoriale ripromesso coll'Editto del 5 luglio 1831 questo paese risulta come: «Frazione di Arquata soggetta a quel Governo: Distretto, Delegazione e Diocesi di Ascoli. Anime 193.»

## Monumenti e luoghi d'interesse

### Architetture religiose

#### Chiesa dei Santi Pietro e Paolo
Percorrendo un breve tratto della strada provinciale della Valfluvione, appena fuori dal centro abitato, nel luogo di mezzo tra Piedilama, Camartina, Arquata e Borgo, si eleva la chiesa dedicata ai santi Pietro e Paolo.
Questo edificio religioso rivestì nel tempo molto interesse e si connotò dall'essere conferito a canonici che si distinguevano "per pietà, dottrina e nobiltà di casato." Tra questi vi furono frate Barnaba, 1446, Francesco Berardelli, 1528 ed Adriano Fusconi che, nella seconda metà del sec XVI, fu eletto vescovo di Aquino.

##### Storia
S'ignora il tempo esatto della sua costruzione, la chiesa fu probabilmente edificata quando i monaci eutiziani oltrepassarono i valichi dell'Appennino tra Umbria e Marche e si stabilirono anche nelle terre di montagna appartenenti al circondario ascolano, lungo la valle del Tronto.
Le prime notizie riportano che essa fu una pertinenza dell'abbazia di Sant'Eutizio di Norcia e si apprende che nel mese di giugno dell'anno 1115, il vescovo di Spoleto monsignor Enrico Gualfriedi, con il consenso del giudice Rainaldo, cedette al cenobio di sant'Eutizio alcune chiese che si trovavano sotto la sua giurisdizione con i relativi proventi, decime e diritti funerari.
Tra quelle elencate nel diploma dell'atto, è citata anche la chiesa di san Pietro d'Arquata con le sue pertinenze: "ecclesiam Sancti Petri in Arquata cum sui pertinentiis". Con questa dicitura si comprendeva non solo l'edificio religioso, ma tutto il circondario dei paesi vicini a Borgo, quali: Camartina, Piedilama, Trisungo e buona parte del distretto della Terra d'Arquata. Come segno di autorità il vescovo spoletino impose l'offerta, simbolica ed annuale, di due ceri da ardere per il giorno della ricorrenza della festa dell'Assunta.
A metà del secolo XIII, la città di Norcia esercitava il suo dominio su Arquata, Accumoli, Tufo e Capodacqua. I monaci eutiziani, preoccupandosi di un'eventuale espansione del dominio della cittadina umbra, sollecitarono l'intervento della Santa Sede nella persona di monsignor Bartolomeo Accoramboni, vescovo della diocesi di Spoleto dal 1236 al 1271, affinché fossero riconfermati i beni ricevuti in loro possesso. La loro petizione trovò accoglimento a Roma ed il papa Innocenzo VI, mediante una lettera datata 12 novembre 1253, rinnovò la conferma del possesso dei beni ceduti dall'imperatore Enrico IV.
Altre notizie certe della chiesa emergono da documenti del 1444. In quell'anno fra Eutizio Corradi di Abeto, nominato vicario generale per i benefici eutiziani nel territorio di Ascoli Piceno, volle riordinare i beni ed i privilegi spettanti all'Ordine. Questi inviò a Barnaba di Benedetto Fusconi, religioso e preposto di San Pietro, l'istanza di restituzione di alcune tazze in argento che dovevano essere rese al loro proprietario Tommaso Martini di Norcia.
La chiesa fu nuovamente menzionata quattro anni dopo in una lettera dell'abate Anastasio datata 25 gennaio 1448. Nella missiva il religioso dava licenza a fra Angelino Antonio Ambrici di Arquata, monaco professo, residente nella chiesa di San Pietro, ad abbandonare la sua sede per potersi trasferire in un nuovo monastero di uguale o di più stretta osservanza.
Secondo i dettami del "Liber Censuorum", dell'anno 1478, risulta che la chiesa di San Pietro doveva corrispondere all'abbazia di Sant'Eutizio di Norcia un censo annuale di "cento piatti, cinquanta coltelli, e una libra di pepe per un canonicato", letteralmente: "sive scudellas et tagliera".
Gli atti della visita pastorale del 1573 riportano che al tempo era rettore della chiesa don Benedetto Bonamici di Arquata e che questa chiesa costituiva ancora una dipendenza eutiziana. San Pietro di Borgo aveva una rendita annuale di cento aurei, gravata da una tassa di cinquanta scudi da versare al vescovo di Aquino come beneficio già istituito dal 5 marzo 1565. Lo stesso padre Benedetto Bonamici si trova menzionato anche nelle carte della visita pastorale di monsignor d'Aragona avvenuta nell'anno 1580, quando la chiesa era ancora sotto la giurisdizione dell'abbazia eutiziana norcina.
Nell'anno 1853 la chiesa richiedeva interventi di restauro, lo stabile non aveva buona parte del soffitto, presentava pareti malridotte e finestre che non fornivano abbastanza luce.
Il parroco del tempo era don Giovanni Saladini, questi con una lettera, del 5 dicembre 1853, indirizzata al vescovo di Ascoli monsignor Zelli Iacobuzzi lo informava di quanto necessario. Il vescovo si attivò per ristrutturare l'edificio ed autorizzò gli interventi di recupero da eseguirsi come riportati nel progetto dell'ingegner Proclo Baldassarri. I lavori di ripristino furono commissionati a Nicola Trocchi che, obbligandosi per 230 scudi, doveva riconsegnare l'edificio sanato dopo tre mesi. Il copertura fu abbattuto e rialzato per avere una maggiore pendenza. Fu costruita la volta in mattoni sostenuta da una robusta centinatura inframmezzata da archi in mattoni poggianti su pilastri addossati alle pareti. Furono murate le finestre anteriori e sostituite dall'apertura del rosone centrale.

##### L'interno
L'aula sacra della chiesa si allunga in una sola navata di forma rettangolare, senza mostrare alcuna fisionomia stilistica. Le pareti sono decorate da diversi dipinti, tra i quali il più interessante è costituito da una tavola ad olio, tagliata a forma di lunetta, metri 2,25 per 0,89, collocata al di sotto del rosone e raffigurante la Pietà. Nella deposizione sono ritratti la Vergine che sorregge il corpo di Cristo Morto con le due Marie ed i santi Giovanni e Pietro, che indossano vesti di colore rosso, verde e violaceo. Questa lunetta doveva far parte, come centina, di una pala che con il trascorrere del tempo è andata perduta. Il dipinto è stato attribuito da alcuni a Nicola Filotesio, più noto come Cola dell'Amatrice, artista che fu particolarmente attivo in questa zona.
Un'altra opera pittorica è collocata sopra l'altare maggiore. In questa si trova rappresenta la Madonna in trono con il Bambino ed ai lati, in piedi, san Pietro e san Paolo, ai quali la chiesa è dedicata. Il dipinto risale al XVII secolo, misura m. 3 per 1,57, ed è attribuito ad uno sconosciuto artista locale influenzato dallo stile del Filotesio.
Permane in un discreto stato di conservazione anche il ciborio, del XVII secolo. L'opera è realizzata in legno dorato, a forma di tempietto che restringe verso l'alto, con due ordini sovrapposti di colonnine e nicchie, misura in altezza metri 0,86.
Negli anni compresi tra il 1959 ed il 1966 sono stati collocati all'interno dell'invaso un nuovo altare in travertino, il fonte battesimale e banchi per i fedeli.
Nella sagrestia sono custoditi anche due angeli portacandelieri lignei dorati, con vesti svolazzanti, alti m. 1,10, catalogati come arte popolare del XVII secolo.

##### Le campane
Sulla vela del campanile, vi sono due campane di bronzo di diverse dimensioni e tipologia. La più antica e più piccola risulta fusa a Norcia nell'anno 1632, misura cm. 56 per 56, e vi si legge questa iscrizione: "BENEDITTVS ANTELLI DE NVRSIA FECIT. DA NOBIS DOMNE AVXILIUM TVVM."
La più grande, del 1700, misura cm 78 per 78, si fregia d'innumerevoli riproduzioni di medaglie dell'epoca, il suo epigramma recita così: "DEO DEIPARE ET APOSTOLORVM PNCI DICATA, TPRE R.D. FRANC. CALVELLI 1713 CAROLVS MANZETTI ME FECIT".

#### Chiesa di San Salvatore

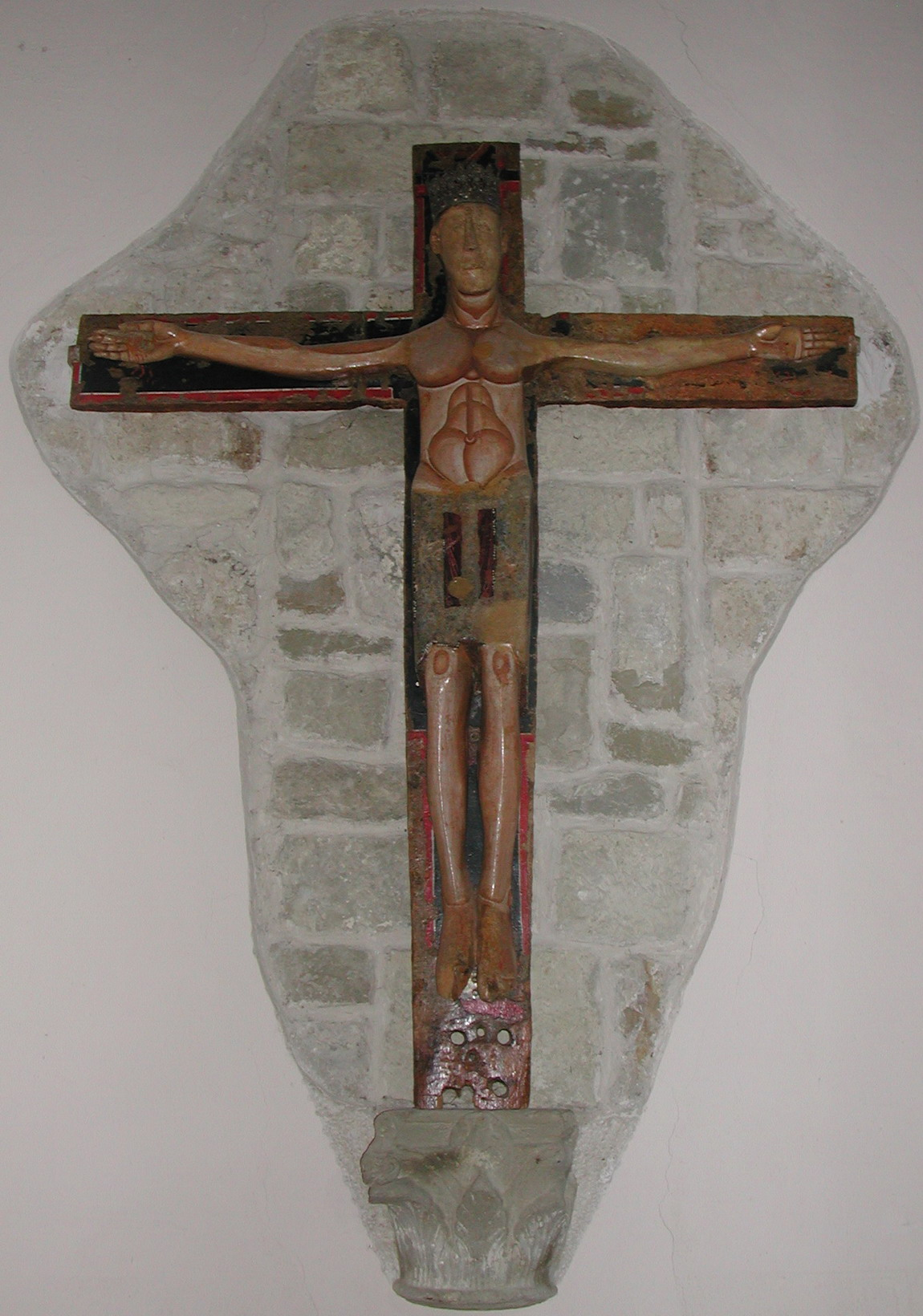
Crocifisso ligneo policromo del XIII secolo custodito presso la chiesa della Santissima Annunziata di Arquata

Questo edificio religioso, sebbene si trovi ubicato nel paese di Borgo, è stato l'antica chiesa parrocchiale di Arquata e lo è rimasto fino ai primi anni del XX secolo.
La sua posizione nella piana di San Salvatore sembra ricalcare quella dell'antica statio di Surpicanum, riportata nella Tavola Peutingeriana, sulla via consolare Salaria situata proprio nel punto dove si dipartiva il bivio che raggiungeva la città di Fermo.
Precedente a questa fabbrica vi fu la chiesa intitolata a Santa Maria del Piano chiamata anche Santa Maria della Pieve, costruita a sua volta sull'area di un primitivo edificio che per tradizione sarebbe risalito ai primissimi anni del 300 d.C. al tempo della predicazione di sant'Emidio. Le caratteristiche architettoniche della chiesa, costruita in pietra locale, si mostravano con l'essenziale semplicità dell'arte romanica.  La facciata era aperta da un largo ingresso sovrastato da un arco a tutto sesto e da un finestrone quadrangolare. Negli spazi laterali del prospetto si aprivano due piccole finestre.
Sul fianco sinistro dell'edificio si trovava un ingresso secondario alloggiato sotto un modesto portico coperto da schiazze, ossia lastre della locale pietra arenaria, impostato su tre colonne. All'interno dello spazio della loggia vi era una raffigurazione dipinta con la tecnica dell'affresco di san Cristoforo. All'interno dell'invaso vi erano tre altari. Il principale fu dedicato all'esposizione del crocifisso ligneo del XIII secolo, un altro era dedicato alla Madonna del Carmine ed il terzo ai santi Filippo e Giacomo.
A destra della chiesa sorgeva l'eremitorio, una fabbrica a due piani che ospitava l'alloggio del parroco.
Nel mese di novembre del 1681 fu intitolata a san Salvatore. Il cambio di denominazione avvenne quando gli arquatani riportarono nel loro paese il crocifisso trafugato dalla chiesa di San Salvatore di Sotto di Ascoli Piceno ed ora conservato presso la chiesa dell'Annunziata di Arquata. L'antico edificio religioso fu distrutto dal terremoto dell'anno 1915.
La chiesa attuale è stata riedificata sui resti della precedente agli inizi del XX secolo. I lavori della nuova fabbrica terminarono nell'anno 1929. L'architettura della chiesa attuale è sobria e di stile lombardo, si distingue dalle altre chiese del paese per avere il rivestimento del prospetto in laterizi. L'interno è impostato a navata unica terminante nello spazio dell'abside semiottagonale.
L'edificio religioso è chiuso durante tutto l'anno, si apre solo nel giorno della ricorrenza della festa del Crocifisso ed accoglie, per una sola notte, la statua lignea conservata nella chiesa dell'Annunziata. Il crocifisso è trasportato fino qui in processione solenne ed il giorno seguente è ricondotto nella chiesa di provenienza.

##### L'Hospitale di Santo Spirito
Affiancato alla fabbrica della chiesa di San Salvatore sorge il piccolo Hospitale di Santo Spirito. L'edificio è stato costruito con blocchi squadrati di pietra arenaria locale ordinati con buona cura. La sua semplice architettura mostra un portale d'ingresso ad arco ogivale sovrastato da una monofora, entrambi databili tra il XII ed il XV secolo. Il concio della chiave di volta dell'arco reca scalpellata la figura della croce di Lorena, simbolo che distingueva ed identificava gli hospitales.
La struttura appartenne all'Ordine degli Ospitalieri di Santo Stefano di Sassia, religiosi che nel periodo medievale del XIV secolo erano preposti a prestare assistenza e dare ricovero a pellegrini e viandanti. Di questi si ritrova la presenza anche in altri luoghi posti lungo il percorso della via Salaria quali: Accumoli, Amatrice, Cittaducale, Cittareale ed Ascoli Piceno. Giuseppe Fabiani ricorda anche quelli di Pescara del Tronto e Capodacqua.
Le funzioni di accoglienza e ristoro dell'hospitale di Borgo cessarono sul finire del XVI secolo. Nei tempi che seguirono lo stabile fu utilizzato come casolare agricolo fino a quando fu completamente abbandonato.

#### Chiesa di San Francesco
La chiesa appartiene al complesso del convento di San Francesco. Di origine romanica, con l'interno scandito in due navate, conserva un portale del Cinquecento. Arricchiscono l'arredo la cantoria, il pulpito ed altari lignei del XVI e XVII secolo.
Nella cappella di fondo, della navata di destra, è conservata una copia esatta della Sacra Sidone, detta la "Sindone di Arquata."

##### Il Convento di San Francesco
Il convento di San Francesco, probabilmente fondato nel 1251, era uno dei novanta presenti nelle Marche nell'anno 1334 e di proprietà dell'Abbazia Benedettina di San Pietro di Borgo.
Costruito addossato alle pendici di una collinetta, in un secondo momento fu completato con la costruzione della chiesa anch'essa dedicata a san Francesco. Entrambi gli edifici furono restaurati e rimaneggiati più volte e ricostruiti durante il Rinascimento. La storia del convento si lega spesso con il nome della locale famiglia Bucciarelli che più volte, attraverso lasciti testamentari, donazioni ed il pagamento di spese per le migliorie dell'edificio, è intervenuta nelle vicissitudini dello stabile. Il primo padre superiore del convento fu Giacomo da Montesanto. I frati francescani, rigidamente osservanti la regola della povertà, cedettero il convento ai frati conventuali della provincia umbra che annoverava anche le terre di Tufo ed Arquata. Padre Illuminato di San Severino, docente di teologia e predicatore, che si trovava ad Ascoli Piceno, nella Casa di Sant'Antonio, prese possesso del cenobio di Borgo.
Nei primi anni dell'Ottocento la struttura versava in critiche condizioni di conservazione. L'edificio era costituito da due piani ed un chiostro a pianta quadrata. Al primo piano c'erano: il refettorio, la cucina, la cantina e qualche altro locale. Al piano superiore si trovavano un modesto appartamento, per ospitare visitatori, e le celle dei religiosi. All'esterno una vasca di pietra raccoglieva le acque di una piccola sorgente che i frati utilizzavano per il loro fabbisogno..
Il convento fu chiuso ed abbandonato nella prima metà del XIX secolo. I padri francescani a causa della loro età avanzata si rifiutarono di risiedere nel monastero di Borgo per il clima particolarmente rigido della stagione invernale. Al tempo era vescovo di Ascoli Giovanni Francesco Capelletti che resse la diocesi tra il 1806 ed il 1831. Questi, dopo essere rientrato dall'esilio che lo aveva allontanato nella città di Bergamo, seguendo le indicazioni di papa Pio VII, si recò ad Arquata. Durante la sua visita pastorale prese atto della scarsa presenza di religiosi nel territorio e della necessità di affidare il convento alla riformata Provincia Francescana delle Marche presieduta da padre Domenico di Montecosaro. Quest'ultimo incaricò fra Biagio da Castignano, al quale il papa affidò alcuni orti della selva di Macchia di San Pietro, di riaprire il convento e ripristinarne le funzioni.
La famiglia Bucciarelli, nel 1837, si preoccupò di provvedere alla spesa dell'ampliamento e della ristrutturazione dello stabile, mentre il comune di Arquata si caricò l'onere di versare la somma di 100 scudi ogni anno per il miglioramento delle condizioni di vita dei padri conventuali. Nell'anno 1854 il convento contava la presenza di dieci religiosi. Il parroco di Borgo Ercole Saladini annotò, nel Liber Mortuorum, che i frati furono molto attivi durante l'epidemia di colera del 1855 che colpì Arquata. All'interno del monastero era stata istituita una scuola di retorica e grammatica.
La definitiva soppressione del convento avvenne nell'anno 1860 quando la regione Marche fu occupata dalle truppe piemontesi. I generali Pepoli e Valerio stabilirono la chiusura degli edifici che appartenevano ai religiosi e tra questi ci fu anche il convento di Borgo. I francescani restarono comunque nel monastero fino al 31 agosto 1861 aspettando l'esito dei ricorsi contro il decreto.

### Architetture civili

#### Mulini ad acqua
Nel paese di Borgo, lungo il Fosso delle Pianelle, erano presenti le attività commerciali di due mulini ad acqua non più funzionanti dal dopoguerra del primo conflitto mondiale.

### Architetture militari
Nel paese erano presenti 2 torri di avvistamento della Rocca di Arquata.